# VH1 Polska
VH1 Polska war ein polnischer Musik-Kanal, der der Nachfolgersender von MTV Classic Polska auf Sendung war. Er war der polnische Ableger von dem US-Sender VH1. Schwestersender war VIVA Polska, MTV Polska und Nickelodeon Polska. Vom 14. Januar 2011 bis zum 23. April 2012 teilte sich der Sender den Sendeplatz mit Comedy Central Family Polska und sendete täglich unregelmäßig, zwischen 1:30 Uhr und 9:00 Uhr.
Der Sender sollte laut der damaligen Geschäftsführerin von MTV Networks Polska Izabella Wiley bald wieder einen eigenen Sendeplatz bekommen. Am 24. April 2012 erhielt der Sender wieder einen eigenen Sendeplatz und ersetzte innerhalb Polens VH1 Europe. Am 30. September 2015 wurde das neue Logo eingeführt.
Am 3. März 2020 um 6:00 Uhr morgens wurde VH1 Polska eingestellt und durch VH1 Europe ersetzt. Am selben Tag wurde auch MTV Music Polska durch MTV Music 24 ersetzt.

## Sendungen
- 100% Music
- A–Z
- European Chart
- MTV Unplugged
- Party Starter
- Pop Chart
- Rock Your Baby
- US Chart
- VH1 Weekend

## Logos

Logo bis zum 23. April 2012
Logo bis zum 30. September 2015
Logo ab dem 30. September 2015